# 米凯莱·安东尼奥利
米凯莱·安东尼奥利（義大利語：Michele Antonioli，1977年1月31日—），意大利男子短道速度滑冰运动员。他曾代表意大利参加1998年和2002年冬季奥林匹克运动会短道速度滑冰比赛，获得一枚银牌。